# 肝付町
肝付町（日语：／ Kimotsuki chō */?）是位於日本鹿兒島縣東南部的町，隸屬於肝屬郡。轄區地處大隅半島東南部，東邊為面向太平洋的志布志灣與内之浦灣，當地人口則集中在北部的前田與新富地區。肝付町在中世紀時由肝付氏所支配，至戰國時代則成為島津氏的領地。當地在對外通勤與就學上相當依賴北邊的鹿屋市。
日本傳說中的妖怪，也是漫畫《鬼太郎》中的角色一反木綿的起源地即位於肝付町內。而日本的宇宙航空研究開發機構（JAXA）則在肝付町內設有內之浦宇宙空間觀測所。

## 地理

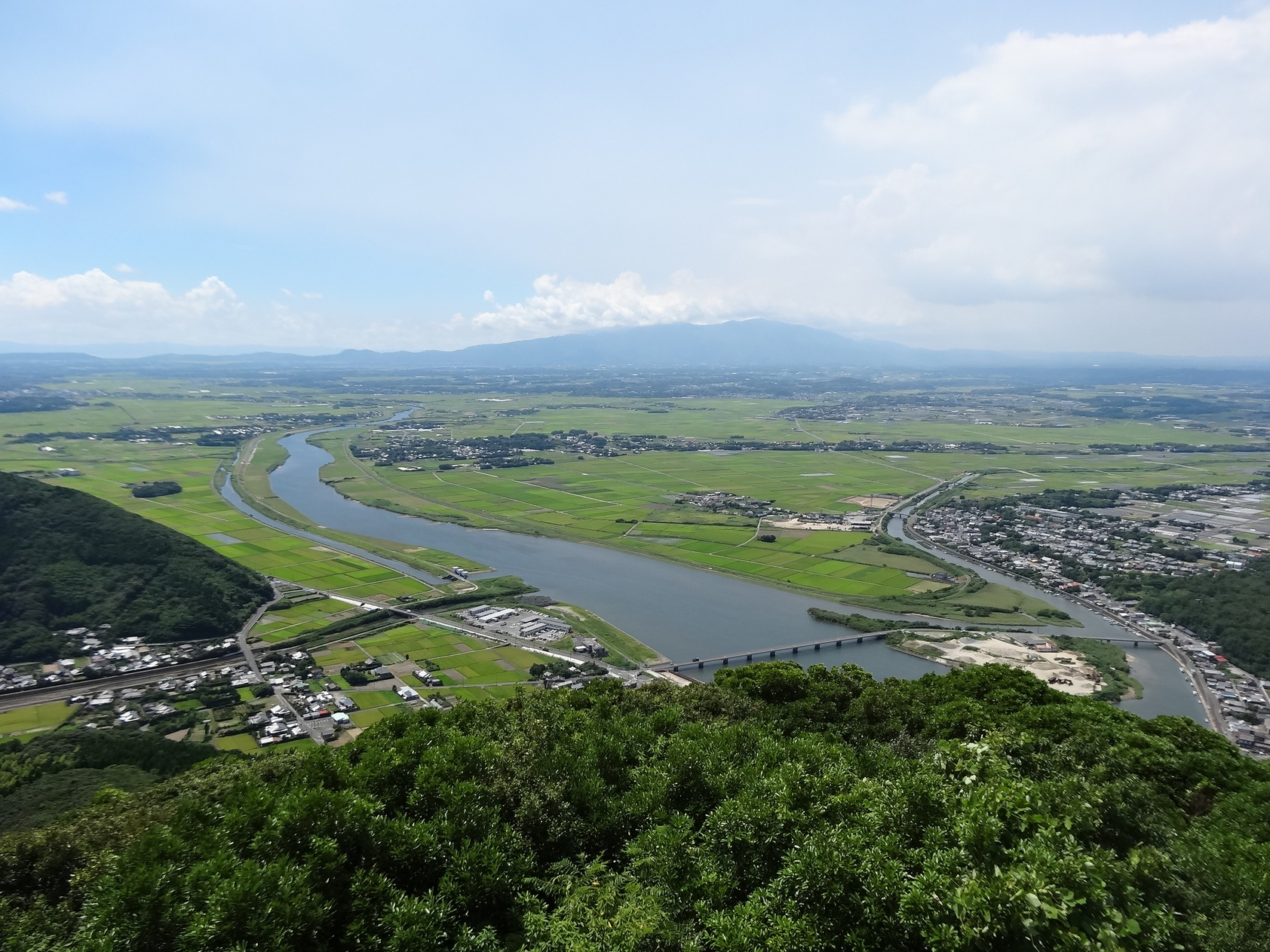
肝屬川下游

肝付町內約80.4%的面積被山林覆蓋，6.9%的面積為農業用地。轄區地處大隅半島東南部，其中央地帶坐落著肝屬山地的山岳（國見山地），北部則與肝屬平原和笠野原台地相連。而東部則為面向太平洋的志布志灣與内之浦灣。高山川、本城川、波見川、境川等河往北流經町內，在轄區北邊與肝屬川匯流後注入志布志灣。而肝屬川的出海口附近則坐落著建於人工島上的志布志國家石油儲備基地。

### 氣候
肝付町屬於亞熱帶氣候。根據統計，2011年至2020年，當地的年均溫為17.5℃，年均降雨量則約3000毫米。肝付町的降雨多集中在梅雨季節和夏季，而颱風和雷雨引發的短時性豪雨則經常在當地引發水災。

## 歷史

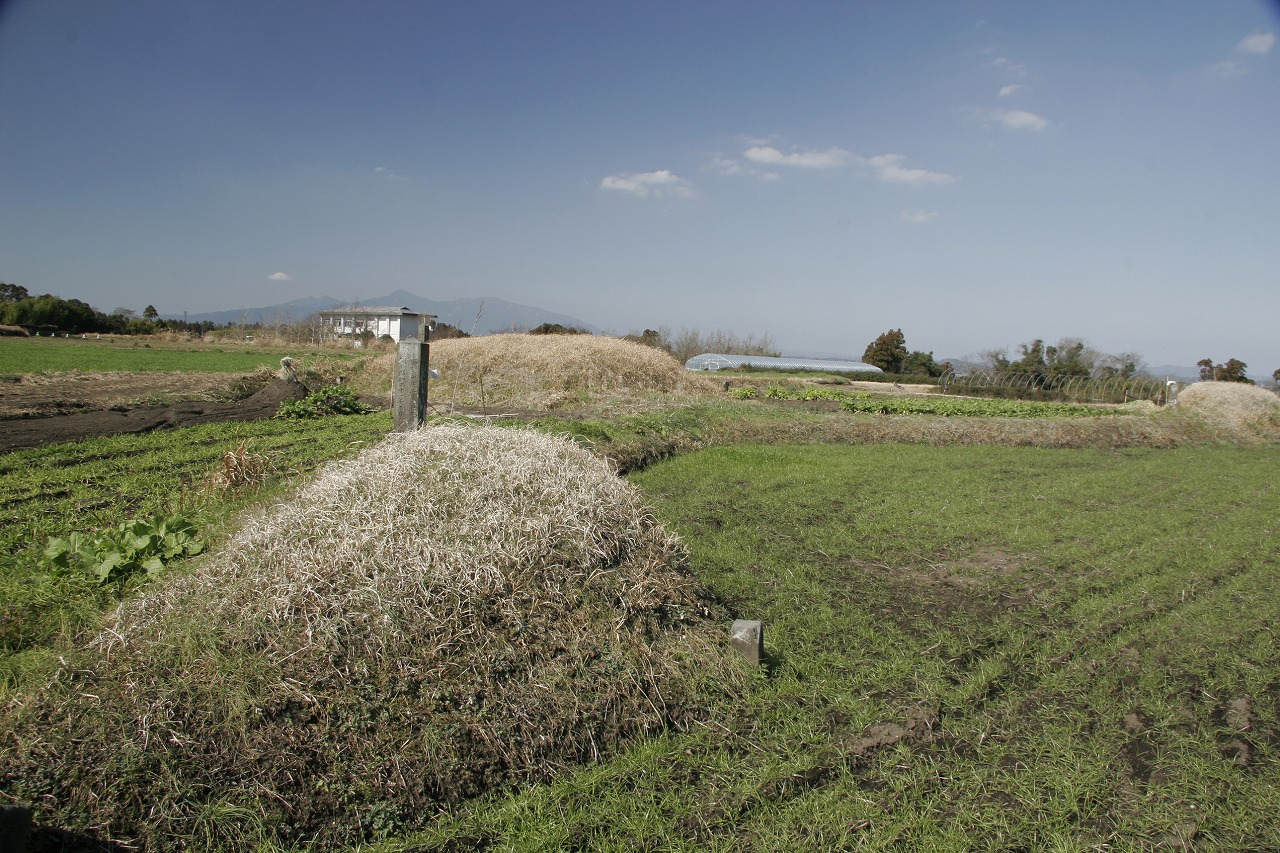
塚崎古墳群

肝付町自古時便有人類居住，境內曾發掘出許多繩紋時代早期的遺跡，如後田山下遺跡和鐘付遺跡等。其中鐘付遺跡內出土過埋設塞神式土器的土坑。當地的彌生時代遺址多分布在肝屬山地山腳下的台地上，位於塚崎台地上的遺跡則發掘出山口式的土器。而坐落於肝付町內的塚崎古墳群擁有日本最南端的前方後圓墳，其範圍內的古墳也多被指定為日本的史跡。

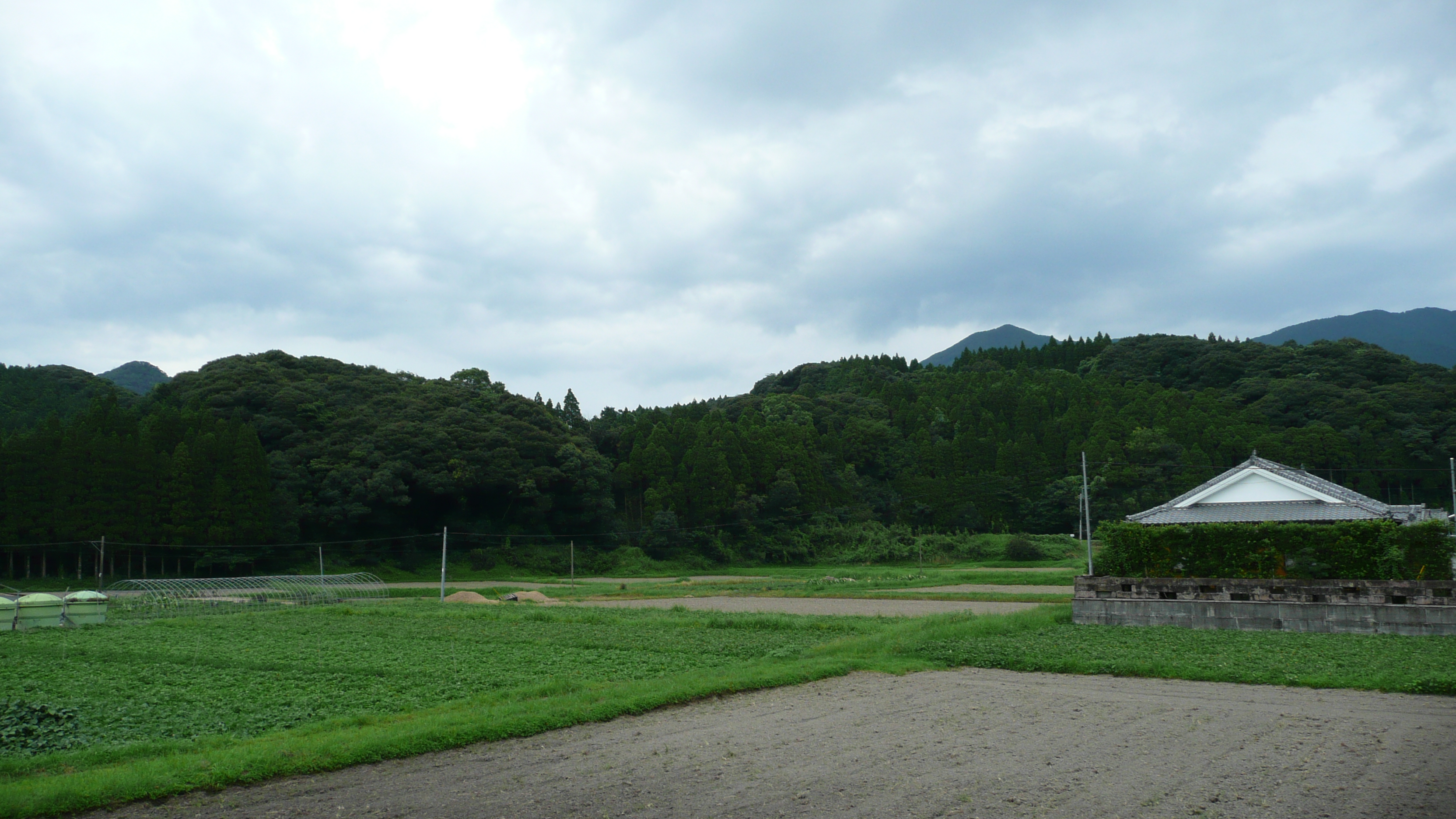
高山城遺跡

永觀2年（984年），奉命擔任薩摩國守的伴兼行在現今的舊高山町役場南方修建高山城。長元9年（1036年），其孫伴兼貞擔任肝付郡的郡司，並移往高山城。而兼貞的兒子伴兼俊則出任肝付郡的弁濟使，並自稱為肝付氏。高山城則在往後的近600年間成為肝付氏的居城，其遺跡於近代被指定為日本的史跡。當地則由肝付氏統治至戰國時代。永祿9年（1566年）11月14日，第16代當主肝付兼續在與島津氏的戰鬥中落敗，高山地區改由島津氏指派的地頭統治，並持續至明治維新時期。而内之浦地區也於天正9年（1581年）由島津氏所支配，並同樣在當地設置地頭負責管理。
明治22年（1889年），日本實施町村制，並在境內設置高山村與內之浦村。昭和7年（1932年）4月1日，高山村改制成高山町；同年10月1日，內之浦村也改制成内之浦町。平成17年（2005年）7月1日，高山町與内之浦町合併成現今的肝付町。
昭和13年（1938年）10月14日下午至15日凌晨，肝付地區遭到颱風侵襲，當地的累積雨量高達450毫米。此次風災共造成118人死亡、95人失蹤與347人重傷。
| 1889年4月1日 | 1889年-1910年 | 1910年-1930年 | 1930年-1950年                | 1950年-1970年                | 1970年-1990年                | 1990年-現在               | 現在                      |
| ------------ | ------------- | ------------- | ---------------------------- | ---------------------------- | ---------------------------- | ------------------------- | ------------------------- |
| 高山村       | 高山村        | 高山村        | 1932年4月1日 改制為高山町    | 1932年4月1日 改制為高山町    | 1932年4月1日 改制為高山町    | 2005年7月1日 合併為肝付町 | 2005年7月1日 合併為肝付町 |
| 內之浦村     | 內之浦村      | 內之浦村      | 1932年10月1日 改制為內之浦町 | 1932年10月1日 改制為內之浦町 | 1932年10月1日 改制為內之浦町 | 2005年7月1日 合併為肝付町 | 2005年7月1日 合併為肝付町 |

## 行政
現任町長永野和行於2021年7月在選舉中第3次成功連任，其任期將持續至2025年7月。

## 經濟
根據日本2015年的國勢調查統計，肝付町的就業人口中有17.2%從事第一級產業，22%的就業人口從事第二級產業，其餘的60.8%則從事第三級產業。當地的農業以種植稻米、番薯、甜椒、椪柑、桶柑等農作物為主，但近年來從事農業的就業人口數有逐漸減少的趨勢。畜牧業則以生產鹿兒島黑牛與鹿兒島黑豬等畜產為中心。漁業方面，因肝付町東邊面向志布志灣等海灣，因此擁有豐富的魚類資源。當地的漁民主要在沿海至近海地帶捕撈日本竹筴魚、鯖魚、沙丁魚等海產，並且也養殖鰤魚和高體鰤等魚類。

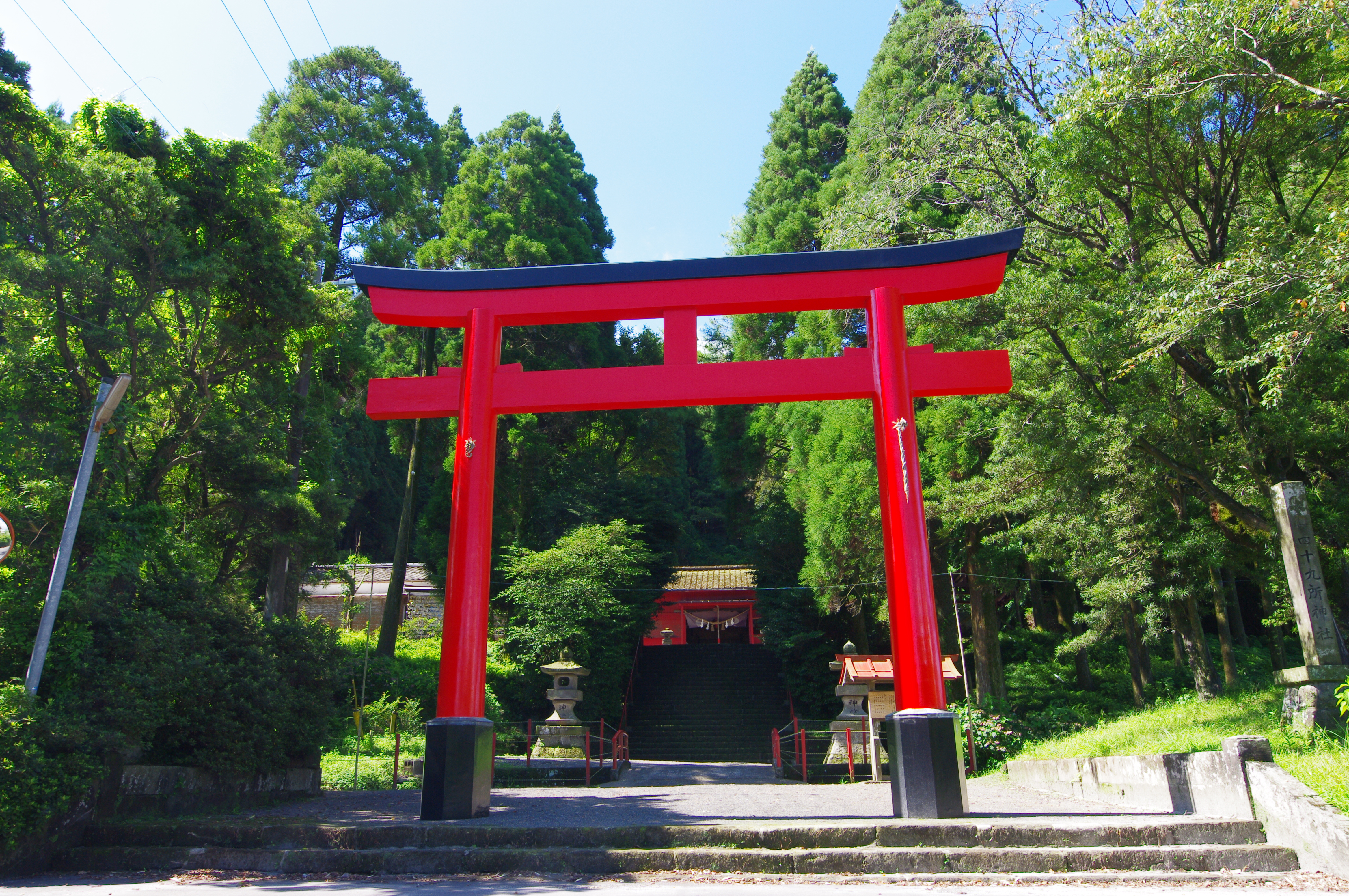
舉辦流鏑馬祭的四十九所神社

由於肝付町內擁有內之浦宇宙空間觀測所、高山溫泉等設施與景點，並且在每年的10月舉行擁有約900年歷史的流鏑馬祭，因此吸引許多遊客前來。根據統計，2014年至2018年，當地每年約有31.5萬至36萬名遊客到訪。2019年和2020年受到嚴重特殊傳染性肺炎疫情的影響，遊客數分別下滑至26.6萬與18.8萬。2022年造訪當地的遊客數則回升至18.2萬。

## 教育
肝付町內共有5所小學校、4所中學校、1所義務教育學校和高等學校（屬於中高一貫學校的鹿兒島縣立楠隼高等學校）。根據2024年2月的統計，町內共有628名小學生與340名中學生。

## 交通

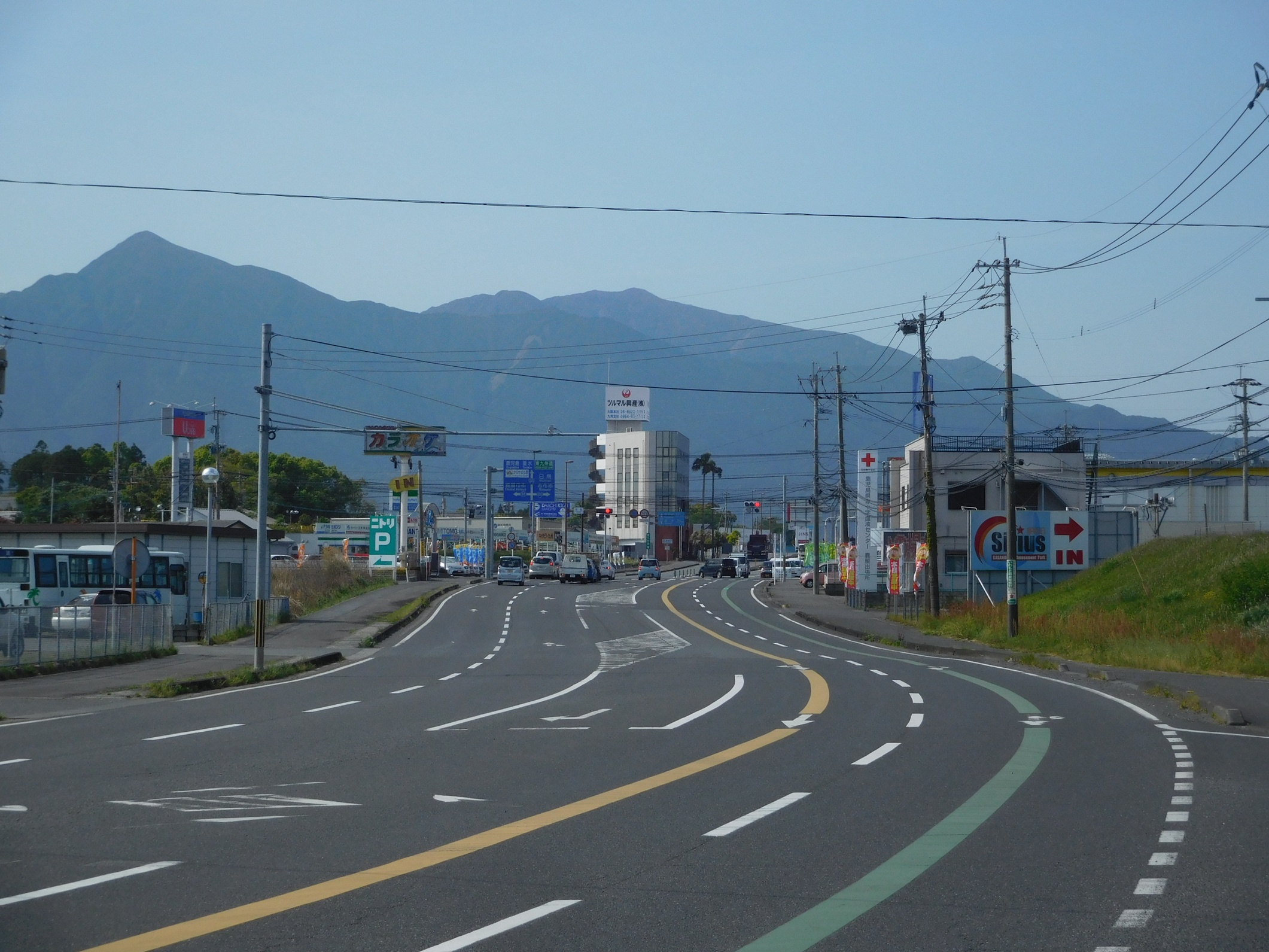
通過肝付町內的鹿兒島縣道68號鹿屋吾平佐多線

國道448號自西南端通過肝付町，並沿著轄區東部的沿海地帶向北延伸。鹿兒島縣道542號與539號等道路穿越北部的城鎮中心；縣道561號穿越肝付町的中央地帶，並在東邊與國道448號連接。行經轄區西北部的縣道554號則在西北端與國道220號相接。

## 友好城市
由於肝付町的內之浦地區設有舊宇宙科學研究所（現宇宙航空研究開發機構宇宙科學研究本部）的研究設施，因此與岩手縣大船渡市、秋田縣能代市、長野縣佐久市、神奈川縣相模原市與北海道大樹町這些同樣擁有研究設施的行政區共同成立「銀河連邦」，並進行經濟等方面的交流和舉行銀河聯邦論壇。而當地則與設有種子島宇宙中心的南種子町互為宇宙兄弟城市。

## 外部連結
- （日語） 肝屬合併協議會
- （日語） 舊高山町官方網頁
- （日語） 舊內之浦町官方網頁